# تعلم معزز
التعلم المعزز هو أسلوب تعلم عند الطلب وفيه تتكيف بيئة التعلم مع المتعلم. فمن خلال توفير المعالجة عند الطلب، يمكن للمتعلمين فهم أحد الموضوعات بشكل أكبر وتحفيز الاكتشاف والتعلم.
وقد أظهرت التقنيات التي استخدمت الشاشات التي تعمل باللمس والموارد الصوتية والتفاعلية، الإمكانات التعليمية التي يمكن للباحثين والمعلمين والطلاب تبنيها. فبدلاً من التركيز على الاستذكار، يكتسب المتعلم خبرات تعليمية تكيفية تقوم على السياق الحالي. يمكن تصميم المحتوى المعزز ديناميكيًا بما يتناسب مع البيئة الطبيعية للمتعلم من خلال عرض النصوص أو الصور أو مقاطع الفيديو أو حتى تشغيل الملفات الصوتية (الموسيقى أو الكلام). وعادة ما تظهر هذه المعلومات الإضافية في نوافذ منبثقة في البيئات القائمة على الحاسوب.
تعد معظم تطبيقات التعلم المعزز شكلاً من أشكال التعليم الإلكتروني. في بيئات الحاسبات الشخصية، يتلقى المتعلم معلومات سياقية وتكميلية تظهر على الشاشة أو عبر نوافذ منبثقة أو شريط الأدوات أو الشريط الجانبي. عندما يتنقل المستخدم في المواقع الإلكترونية أو البريد الإلكتروني أو المستندات، يربط المتعلم المعلومات التكميلية بالنص الرئيسي الذي تم تحديده باستخدام الماوس أو غيره من أجهزة الإدخال. وقد انتشر التعلم المعزز أيضًا على الأجهزة النقالة التي تعمل باللمس بما في ذلك الأجهزة اللوحية.
يرتبط التعلم المعزز ارتباطًا وثيقًا بالذكاء المعزز وزيادة نسبة الذكاء. يقوم الذكاء المعزز بتطبيق إمكانات معالجة المعلومات من أجل زيادة قدرات المعالجة التي يتميز بها العقل البشري من خلال الإدراك الموزع. يقدم الذكاء المعزز دعمًا إضافيًا للذكاء المستقل ويتمتع بتاريخ طويل من النجاح. تتراوح الأجهزة الميكانيكية والإلكترونية المستخدمة في تعزيز الذكاء من المعداد والآلة الحاسبة إلى الحاسبات الشخصية والهواتف الذكية. توفر برامج الذكاء المعزز المعلومات التكميلية المتعلقة بوضع المستخدم. عند ظهور اسم الفرد على الشاشة، يمكن للنافذة المنبثقة عرض الانتماء التنظيمي ومعلومات الاتصال وأحدث المنشورات الخاصة به.
في الأنظمة الحقيقية النقالة، قد تظهر الحاشية التفسيرية على «شاشة التنبيه» الخاصة بالمتعلم أو من خلال سماعات الأذن المستخدمة للاستماع إلى التعليمات الصوتية.
بدأ أيضًا معلمو اللغات الأجنبية في دمج تقنيات التعلم المعزز إلى التدريبات التقليدية التي تعتمد على الورقة والقلم. فعلى سبيل المثال، يتم تقديم المعلومات المعززة بجانب الموضوع الرئيسي، مما يتيح للدارس تعلم كيفية كتابة الرموز مع فهم معنى الحروف الأساسية. انظر فهم اللغة أدناه.

## التعلم والفهم المواتي
يمكن لأدوات التعزيز مساعدة المتعلمين على فهم القضايا والحصول على المعلومات ذات الصلة وحل المشكلات المعقدة من خلال تقديم معلومات تكميلية عند الحاجة أو «عند الطلب». ويتعارض ذلك مع الطرق التقليدية للتعلم الترابطي والتي تشمل التعلم عن غيب ونظرية الإشراط الكلاسيكي والتعلم بالملاحظة، حيث يتم التعلم قبل أن يحتاج المتعلم إلى تذكر ما تعلمه أو تطبيقه.
أكد سنايدر وويلسون على عدم كفاية التعلم المواتي. فالتعلم الطويل المدى الذي يحتاج إلى تدريبات مستمرة ينبغي أن يكون فرديًا وأن يقوم على نقاط القوة والكفاءات الفردية.

## فهم اللغة
لقد كانت أدوات التعلم المعزز مفيدة للمتعلمين لزيادة فهم الكلمات أو لفهم اللغات الأجنبية. فالطبيعة التفاعلية والحيوية لأدوات المساعدة اللغوية عند الطلب يمكنها توفير تعريفات وأمثلة للجمل وحتى النطق المسموع.

## جعل التعلم متعة
اقترح أحد الباحثين أن الأجهزة المحمولة مثل الهواتف الخلوية وأجهزة الألعاب المحمولة (جيم بوي وبلاي ستيشن المحمول) يمكنها التأثير على التعلم. تتميز هذه الأجهزة النقالة بسهولة الحمل والحساسية للسياق وإمكانية الاتصال والانتشار الواسع. ومن خلال دمج الديناميكيات الاجتماعية في سياق العالم الواقعي، يمكن للألعاب التعليمية خلق بيئات مقنعة للمتعلمين.
في متحف ألارد بيرسون في أمستردام، يطلع الزوار على المعلومات عند الطلب في معرض «مستقبل للماضي». ويمكن للمستخدمين في إعادة البناء الافتراضي لمدينة ساتريكوم والمنتدى الروماني استدعاء المعلومات الموجودة على الصور التي يبلغ حجمها حجم الغرفة وغيرها من الصور. يستخدم المتحف كلاً من شاشات العرض الثابتة وأجهزة الحاسب المتنقلة للسماح للمستخدمين بمشاهدة الصور الشفافة والمعلومات التي تهمهم بشكل خاص.

## هل التعزيز هو حقًا «تعلم»؟
قد يرى النقاد أن تعزيز التعلم هو الركيزة التي تحول دون الاستذكار؛ وقد جرت نقاشات مماثلة حول استخدام الآلات الحاسبة في الماضي. وكما أن التعلم عن غيب لا يعتبر بديلاً عن الفهم، فإن التعلم المعزز يعد ببساطة وسيلة أخرى لمساعدة المتعلمين على استذكار المعلومات وتقديمها ومعالجتها.
وتشير الأبحاث الحالية إلى أنه حتى التعلم البصري اللاواعي يمكن أن يكون فعالاً. فقد أظهرت المحفزات البصرية، الممثلة في معلومات قصيرة متعددة، مؤشرات على التعلم حتى عندما يكون الأشخاص البالغون غير واعين بحالة التحفيز أو الثواب.

## وصلات خارجية
- Education & Learning List of selected links
- Loqu8 iCE Augmented learning software for understanding Chinese. Point or highlight Chinese text in webpages and documents. Displays definitions (in English, German and French), Pinyin and Bopomofo. Reads words aloud in Chinese (Mandarin, Cantonese).
- Augmented reality نسخة محفوظة 23 أبريل 2011 على موقع واي باك مشين. Augmented Reality Technology Brings Learning to Life